# 光富崇雄
光富 崇雄（みつとみ たかお、1991年8月19日 - ）は、日本の男性声優。熊本県出身。BLACK SHIPジュニア所属。

## 経歴
元々歌が好きで、習ったことはなかったが、小さい頃から風呂などで親から「うるさい」と言われるくらい歌っていた。小学校で毎月の歌を家に帰ってからも歌ってたりしていた。その頃は『ポケモン』の曲、『デジモン』の主題歌であった『Butter-Fly』などを歌っていたが、抵抗感はあまりなかった。
当初は体育教師を目指していたため、中学・高校時代は軟式テニス部に所属していた。当時は得点を取ると声を出して喜ぶパフォーマンスをしていたが、もっと派手にして「よっしゃ、ラッキー!!!」といった感じでしていた。その時は県内で一番うるさく声が大きく元気もあったことから、保護者の応援が多く、他校の保護者が試合を見に来たこともあった。同世代のファンは全然いなかったが、格上の選手に勝っていたこともあった。テニスをしていたお陰で度胸が付き、2024年時点では「人前で歌うことに抵抗がなかったのかな」と感じていた。
アニメに触れる機会もなかったが、受験勉強をしていた時、偶々深夜にテレビアニメ『化物語』を観ていた。その時に櫻井孝宏が演じていた忍野メメを「すごくかっこいいな」と思ったが、当時は熊本県の田舎に住んでいたため、「そんな職業にはつけないだろうな」と思っていたという。高校3年生の文化祭のライブコンテストで、友人から「ギター弾くから歌ってよ」と頼まれ、「そこで1番になれたら表現の道を目指してもいいんじゃないか」と自分の中で賭けをしていた。
友人がアコースティックギターだったため、「僕の声質だったら低音が響くんじゃないか」とコブクロの『赤い糸』を歌った。結果的に最優秀賞を貰い、「感動した」「勇気をもらった」と声を掛けられたという。その時に、「自分が話したこともないような人に勇気や感動を届けられるなんて素敵だな」と表現の道を目指す夢が明確になったという。
親には「大学に行ってほしい」と言われたため大学は受験したが、同時に「もし落ちたらお金を貯めて勝手に上京するね」と宣言。結局大学には落ちたため、1年間お金を貯め、19歳の終わりくらいに上京。
A&Gアカデミー声優&ラジオパーソナリティコース第16期生。また、ホーリーピークボイスアクターズスクールにも在学。歌唱を得意としており、A&Gアカデミーではボーカルコースの第1期生でもある。その頃はインターネットの情報もなく、熊本ではオーディション雑誌を買うくらいしかできなかった。片っ端からオーディションに応募していたところ、文化祭でギターを弾いていた友人から連絡があった。その友人は上京してから文化放送でバイトしていたが、光富があてもなく上京したのを知っていたため、募集していたA&Gアカデミーのボーカルコースの1期生を受けるように言われ、同アカデミーに入所。
ボーカル養成クラスの優秀者に選ばれた特典としてアニラジのテーマ曲を歌っていたが、放送作家から「声がいいし、芝居や歌につながるかもしれないから」と教えくれたのが声優の養成クラスであった。色々な人物との出会いがもとになり、声優への道が開けたことで「本当に人に恵まれているな」と感じていた。2024年時点でもA&Gに誘ってくれた友人とは仲良しだという。
2016年10月から放送の『ナンバカ』のハニー役でテレビアニメ初出演を果たす。
アニメコラボカフェ「SHIROBACO」の2期生。2017年12月に卒業。
2018年4月1日に自身のTwitterで所属していたホーリーピークを退所し、フリーで活動することを報告。
2020年1月20日にRush Styleに所属することが発表された。
2023年2月28日、Rush Styleを退所。同年4月1日、BLACK SHIPへの所属を発表。

## 人物
方言は熊本弁。
資格はメディカルハーブコーディネーター、普通自動車運転免許。
趣味は野球観戦、草野球、ランニング、野球ゲーム。特技はラテアート、カクテルメイク、オリジナルカクテル作成、料理。

## 出演

### テレビアニメ
2016年
- ナンバカ（82番 ハニー）

2017年
- 遊☆戯☆王VRAINS（ハノイの騎士、デュエリスト他）

2018年
- 博多豚骨ラーメンズ（男、舎弟）
- 重神機パンドーラ（若い男、研究員、オペレーター、兵士、政治家 他）

2020年
- 安達としまむら（駅アナウンス）

2022年
- 薔薇王の葬列（民B）
- 東京ミュウミュウ にゅ〜♡（生徒、カメラマン）
- 金装のヴェルメイユ〜崖っぷち魔術師は最強の厄災と魔法世界を突き進む〜（村人）
- 悪役令嬢なのでラスボスを飼ってみました（生徒、手下）

2023年
- とあるおっさんのVRMMO活動記（お客）

2024年
- SHY 東京奪還編
- 黄昏アウトフォーカス（男子部員）
- 転生したらスライムだった件（魔術師風の男）
- 魔王軍最強の魔術師は人間だった（赤竜弓兵B）
- 妖怪学校の先生はじめました!（2024年 - 2025年、狢八雲）
- やり直し令嬢は竜帝陛下を攻略中（試験官A）

2025年
- 異修羅（黄都兵）

### 劇場アニメ
- 劇場版ハイキュー!! ゴミ捨て場の決戦（2024年、応援団）

### Webアニメ
- ナンバカ（2017年、82番 ハニー）
- ウマ娘 プリティーダービー ROAD TO THE TOP（2023年、ファン）

### ゲーム
2014年
- 海賊ファンタジア

2015年
- ザクセスヘブン（篠原響）
- 東京ファントム
- レイギガント（ロキ）

2016年
- 逆転オセロニア（2016年 - 2020年、グエリアス、レオンハルト）
- デモンゲイズ2（ハイドラ）

2017年
- 陰陽おとぎソール（團十郎）

2019年
- 三国志を抱く2（孫策 他）
- 戦国大河（オーウェン、ゼツエイ）

2021年
- モンスターストライク（2021年 - 2025年、ガロン、浅井長政、不可思議、デティアカル）

2022年
- AFK アリーナ（フィテラ）

2024年
- 18TRIP（棗夜鷹）

### デジタルコミック
- 田舎の美少年（2021年、クラスメイト（男）ほか[28]）
- 臆病な伯爵令嬢は揉め事を望まない（2021年、クレイグ・ルナール[29]）
- 無欲なボクの不貞行為（2023年、チンピラ2・友人2・スタッフ男性2[30]）

### ラジオ
※はインターネット配信。
- アクターズゲート きらきら☆トライアングル♬（2014年、超!A&G+※）
- 神ボーイズがスタア目指してがんばるラジオ〜略して神ラジ〜（2015年 - 2016年、ニコニコ生放送「ホーリーピークチャンネル」※）

### Web番組
- ファンタシースター ノヴァ キックオフ特番（2014年11月11日、ニコニコ生放送） - キャラクリ隊[31]
- 一般ピーポーSHOW（2017年6月29日 - 10月26日、Flick!On!TV） - ナレーション
- ロードオブナイツ イベントワールド5 公式生放送（2018年1月13日 - 3月30日、Twitter(Periscope)）
- 私立東上野学園ゲーム部 (2021.4-, YouTube)

### 舞台
- 劇団 神保町界隈
  - 第3回公演「スタア誕生 神ボーイズ始動」（2015年10月7日 - 11日、テアトルBONBON）- 剛 役[32][33]
  - 第4回公演「アイドルくの一忍法帖　−風魔四姉妹の逆襲−」（2016年10月13日 - 16日、テアトルBONBON）- 神ボーイズNEO・光富崇雄 役[34][35]
- A&Gアカデミー10周年記念公演「突き進め! DREAM☆TOUR! ENTERTAINMENT!!」（2016年1月15日 - 17日、文化放送メディアプラスホール）[36]
- SeaStarrySky
  - オムニバスセレクション朗読劇「こちらの物語はいかがでしょうか? for Girl」（2018年11月11日、Comic Cafe & Bar しょかん） - 純也 役[37][38]
  - 朗読劇「シャークエンド」（2019年7月20日・21日、シダックスカルチャーホール） - アンディ 役[39]
- 豪華版朗読劇「男おいらん」（2018年11月20日 - 22日・25日、八幡山ワーサルシアター） - 宗次郎 役[40]
- 劇団獣申 第十九回公演「『信州幸福考』～しんしゅうしあわせこう～」（2023年3月24日・25日・26日　現代座ホールB1）- 奥村忠 役

### 映画
- +1（プラス ワン）Vol.4「夜の途中」（2013年5月25日公開、テンカラット/アプレ・ワークショップ）[41] ※「光冨崇雄」名義

### その他コンテンツ
- 神譜のソルフェジオ -unisonic liberta-（クロウ）
- ロードオブナイツ イベントワールド Season.5 堕天使降臨! ボイスドラマ（黒金のフォルグローザ）
- 俺たちマジ校デストロイ（2017年、加賀幸彦）
- 屍人荘の殺人 オーディオブック（2020年、出目飛雄）
- 神神化身（2021年 - 、秘上佐久夜[42]）
- アポロンさんは神すぎる（2022年、ポセイドン[43][44]）
- デキるΩは年下αに抱かれたい（2023年、藤咲イズホ）
- LILIUM CONVIVIUM リリウム・コンヴィヴィウム（2023年、白瀬雪哉）

## ディスコグラフィ

### キャラクターソング
| 発売日        | タイトル                                                | 歌                                       | 楽曲                       | 備考                                                                         |
| ------------- | ------------------------------------------------------- | ---------------------------------------- | -------------------------- | ---------------------------------------------------------------------------- |
| 2015年9月30日 | Baby I Love You                                         | 神ボーイズ                               | 「Baby I Love You」        | 劇団「神保町界隈」第3回公演『スタア誕生 神ボーイズ始動』主題歌               |
| 2015年9月30日 | Baby I Love You                                         | 神ボーイズ                               | 「自由になりたい」         | 劇団「神保町界隈」第3回公演『スタア誕生 神ボーイズ始動』挿入歌               |
| 2016年9月28日 | SLAVE TO LOVE                                           | 神ボーイズNEO                            | 「SLAVE TO LOVE」          | 劇団「神保町界隈」第4回公演『アイドルくの一忍法帖 −風魔四姉妹の逆襲−』主題歌 |
| 2018年1月10日 | 俺たちマジ校デストロイ                                  | マジ校デストロイ                         | 「俺たちマジ校デストロイ」 | 『俺たちマジ校デストロイ』関連曲                                             |
| 2019年4月3日  | 一切合切デストロイ                                      | マジ校デストロイ                         | 「一切合切デストロイ」     | 『俺たちマジ校デストロイ』関連曲                                             |
| 2019年4月3日  | 一切合切デストロイ                                      | メグ（花江夏樹）、ユッキー（光富崇雄）   | 「楽園レボリューション」   | 『俺たちマジ校デストロイ』関連曲                                             |
| 2023年11月7日 | アポロンさんは神すぎる ユニットソング アルバムCD BROTOI | ハデス（天月）、ポセイドン（光富崇雄）   | 「SELECT」                 | 『アポロンさんは神すぎる』関連曲                                             |
| 2024年7月17日 | 18TRIP 'HAMA Nice Trip' -L4mps-                         | L4mps                                    | 「ivory」                  | ゲーム『18TRIP』オープニングテーマ                                           |
| 2024年7月24日 | 18TRIP 'HAMA Nice Trip' -L4mps-                         | L4mps                                    | 「ネイビーブルー」         | ゲーム『18TRIP』エンディングテーマ                                           |
| 2024年7月31日 | 18TRIP 'グッドラック'                                   | HAMAツアーズ                             | 「Shall we travel?」       | ゲーム『18TRIP』エンディングテーマ                                           |
| 2025年2月28日 | 18TRIP Omotenashi Duet! #03                             | 棗夜鷹（光富崇雄）、夜半子タろ（堀江瞬） | 「夢煩い」                 | ゲーム『18TRIP』関連曲                                                       |

### その他参加楽曲
| 発売日        | 商品名                                      | 歌               | 楽曲              | 備考                                               |
| ------------- | ------------------------------------------- | ---------------- | ----------------- | -------------------------------------------------- |
| 2013年8月15日 | 本気！アニラブ テーマソング〜HOP STEP DREAM | パステルビーンズ | 「Forever Young」 | ラジオ『本気！アニラブ』エンディングテーマ         |
| 2015年11月4日 | -                                           | Vessel Diamond   | 「ソラノヒカリ」  | comico『スーパースターは眠れない。』stage. 3挿入歌 |